# 浮桟橋
| 満潮時及び干潮時の浮桟橋（有明客船ターミナル） |  | 満潮時及び干潮時の浮桟橋（有明客船ターミナル） |
| 満潮時及び干潮時の浮桟橋（有明客船ターミナル） |  |                                                |

浮桟橋（うきさんばし、英: Floating Pier）は、港湾において、水上に箱状の浮体（浮函）を浮かべ陸域と連結した係留施設。主たる構造物であるこの浮函をポンツーンという。港湾法における港湾施設の一つ。

## 構造
水面上に箱状の浮体（浮函）を浮かべてアンカー（錨）や杭などで固定した施設である。
浮体の材質等によって以下のような種類がある。
- 鋼製[3]
- RC製（鉄筋コンクリート構造）[3]
- FRP製（繊維強化プラスチック）[3]
- PC製（プレキャストPC桁）[3]
- ポリエチレン製（組立式浮桟橋）
- 木製イカダ（養殖場などでの使用）

## 特徴

### 利点
- 潮差（潮位差）の大きい水域に適する[1]。
  - 浮桟橋は潮位の干満に合わせて上下するため、常に水面から一定の高さを保持しうる。
  - 潮差（潮位差）が大きいほど固定式の桟橋よりも工費の点で有利である[1]。
- 地質が柔弱な場所にも設置できる[1]。
- 海底水深が大きい場所にも設置できる[1]。

### 欠点
- 上屋、道路、鉄道等の設置に制約があり、固定式の桟橋よりも荷役能力が少ない[1]。
- 波浪によって構造物の動揺や破壊が生じることがある[1]。

## ギャラリー

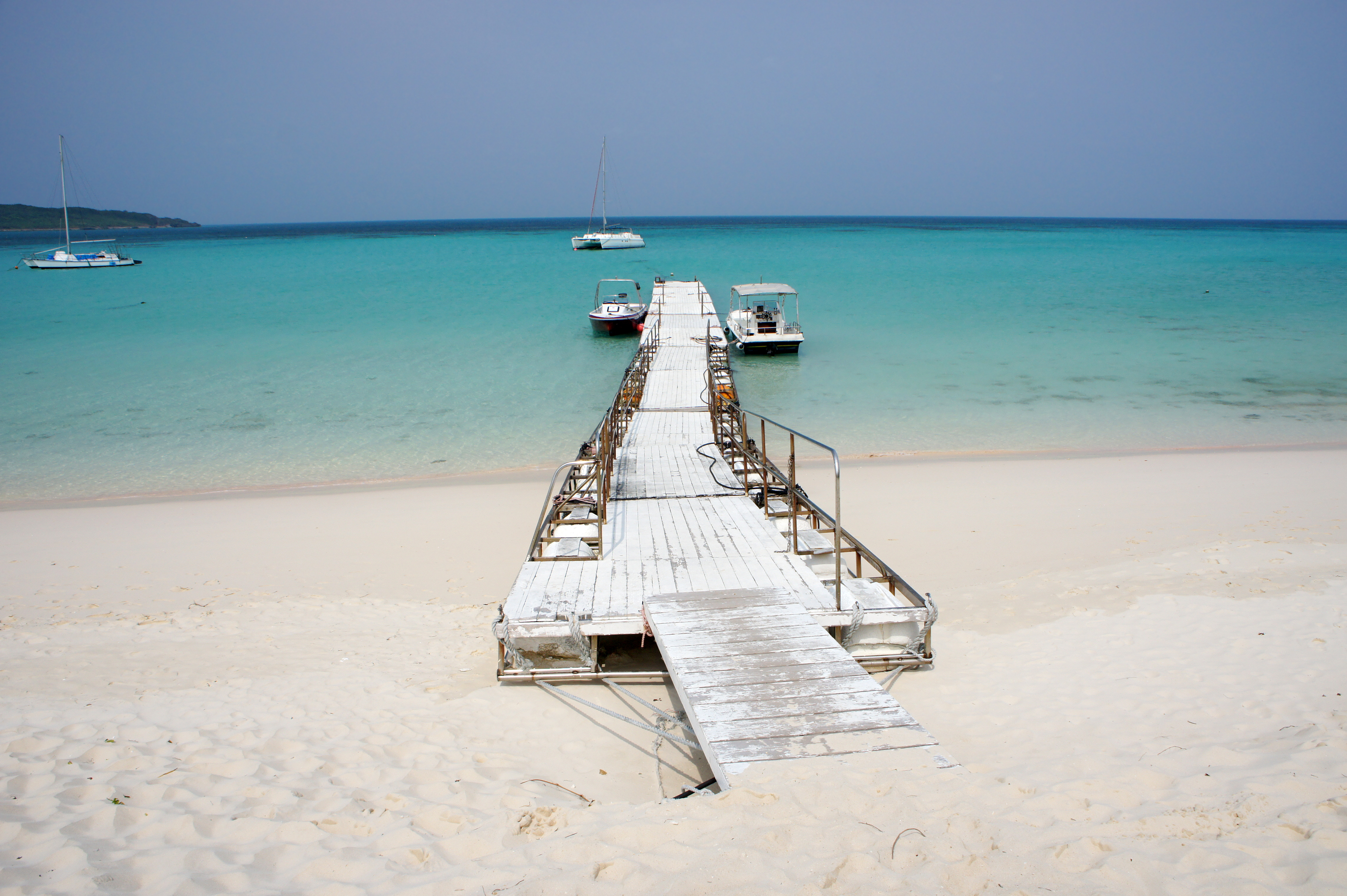
沖縄県宮古島市与那覇前浜の浮桟橋
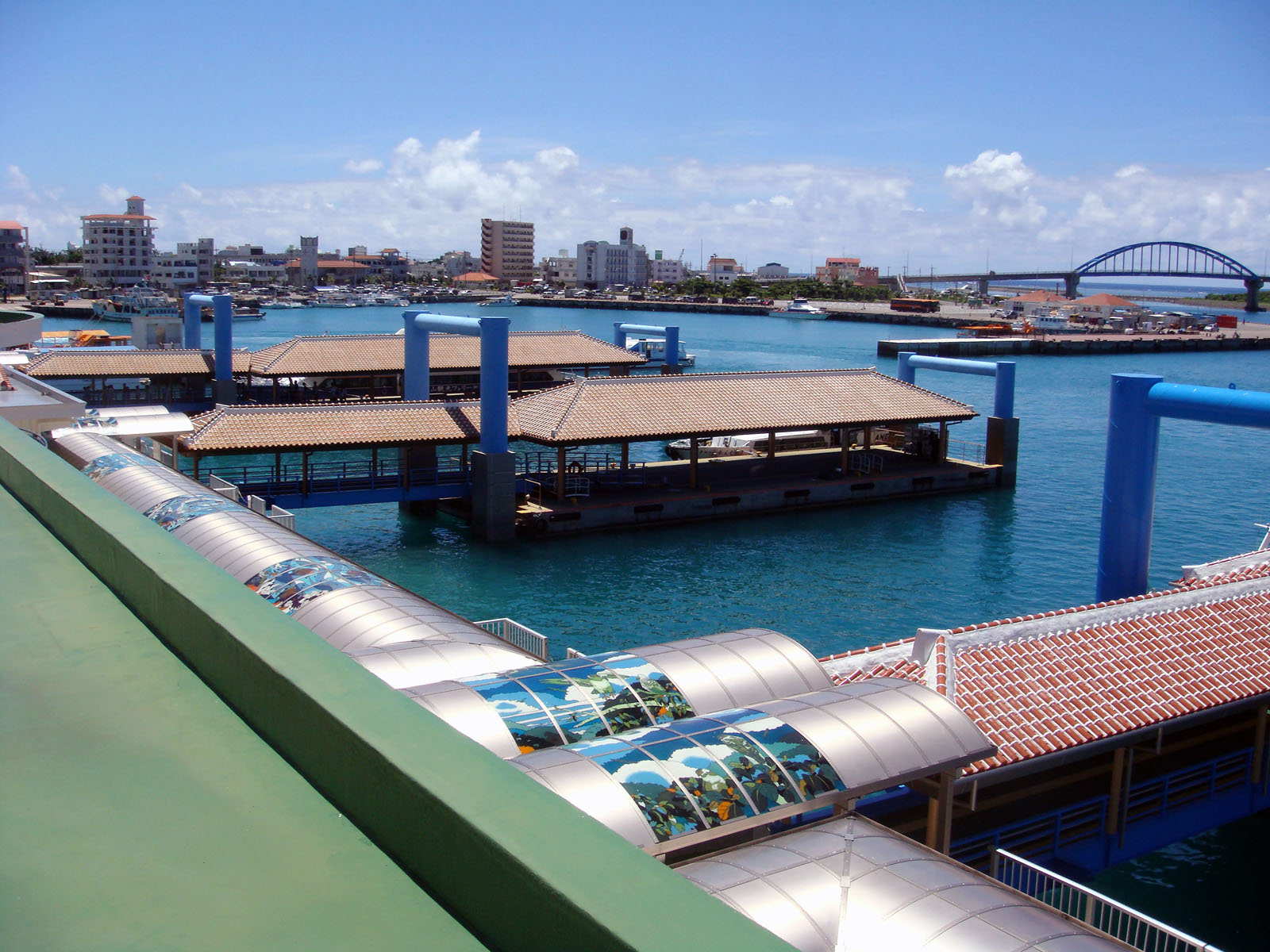
沖縄県石垣市石垣港離島ターミナルの浮桟橋
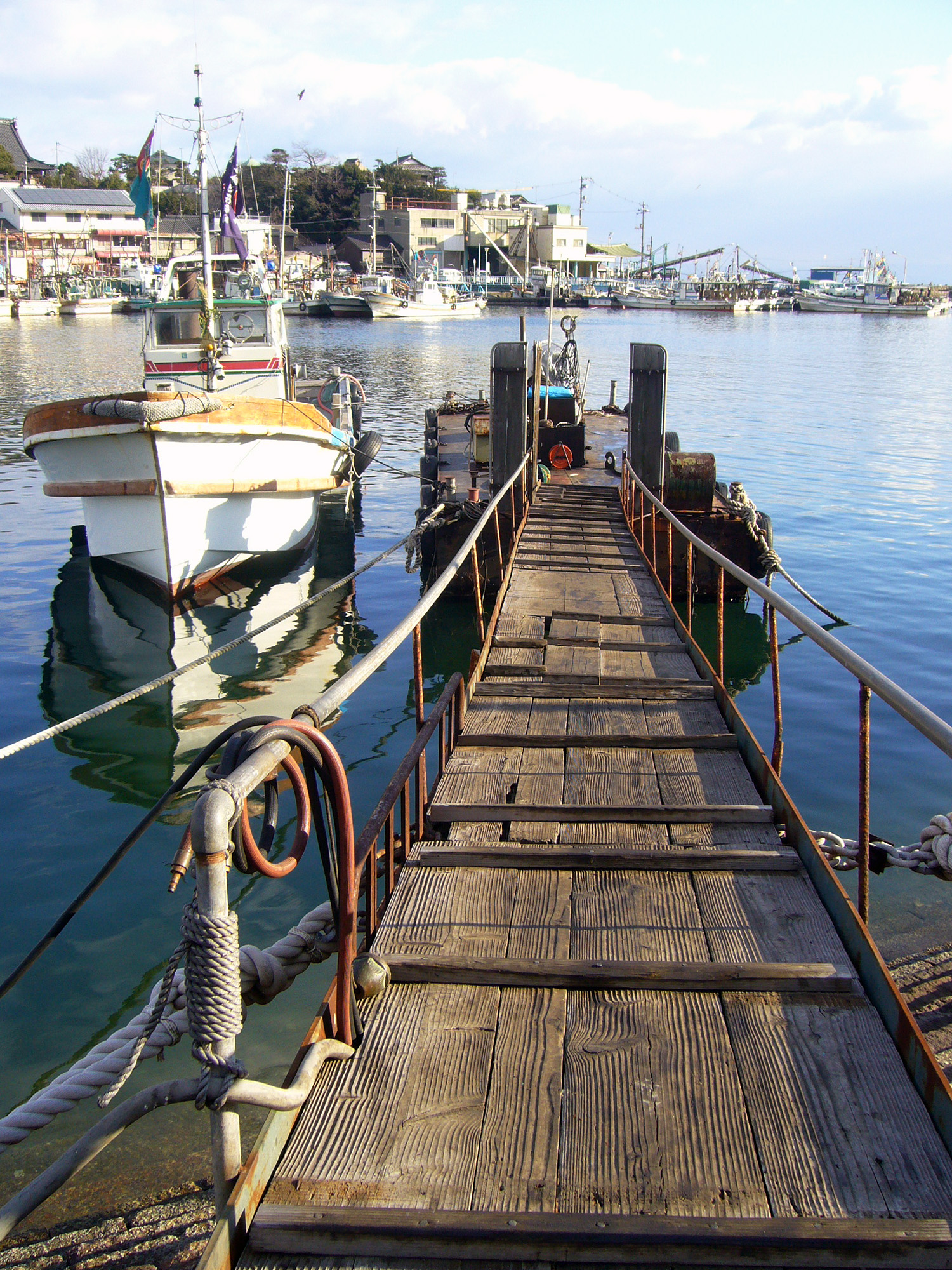
広島県鞆の浦漁港の浮桟橋
組立式浮桟橋も存在する